# Eliminacje do Pucharu Narodów Afryki 2008/Grupa 9
Eliminacje Pucharu Narodów Afryki 2008 odbywały się między 2 września 2006 a 12 października 2007. czyli miesiąc dłużej niż zaplanowano. Drużyny zostały przydzielone do 11 grup po 4 drużyny w każdej i 1 grupie z 3 drużynami. Do finałów zakwalifikuje się 12 zwycięzców grup oraz 3 drużyny z 2. miejsc (z grup 2-11). W grupie 9 szansę na bezpośredni awans ma zwycięzca grupy. Drużyna z 2. miejsca awansuje, jeśli będzie miała wystarczająco dużo punktów, żeby być jedną z trzech najlepszych drużyn z 2. miejsc.

## Drużyny
1. Mali
2. Togo
3. Benin
4. Sierra Leone

## Tabela
| Drużyna      | Pkt | M | Z | R | P | Br+ | Br- | +/- |
| ------------ | --- | - | - | - | - | --- | --- | --- |
| Mali         | 12  | 6 | 3 | 3 | 0 | 10  | 1   | +9  |
| Benin        | 11  | 6 | 3 | 2 | 1 | 10  | 4   | +6  |
| Togo         | 9   | 6 | 3 | 0 | 3 | 7   | 9   | -2  |
| Sierra Leone | 1   | 6 | 0 | 1 | 5 | 1   | 14  | -13 |

Uwagi:
- Mali i  Benin awansują do Pucharu Narodów Afryki 2008.
- Sierra Leone odpada.

## Wyniki
| 3 września 2006 | Sierra Leone | 0 - 0 | Mali | Stadion Narodowy, Freetown |
|                 |              |       |      |                            |

| 3 września 2006 | Togo · Thomas Dossevi 15' · Komlan Amewou 75' | 2 - 1 | Benin · Abou Maïga 85' | Stade de Kégué, Lomé |
|                 |                                               |       |                        |                      |

| 8 października 2006 | Benin · Rachad Chitou 22' · Mouritala Ogunbiyi 77' | 2 - 0 | Sierra Leone | Stade de l’Amitié, Kotonu |
|                     |                                                    |       |              |                           |

| 8 października 2006 | Mali · Dramane Traoré 90+1' | 1 - 0 | Togo | Stade 26 mars, Bamako |
|                     |                             |       |      |                       |

| 24 marca 2007 17:30 CET | Togo · Emmanuel Adebayor 37' 85' · Adékambi Olufadé 62' | 3 - 1 | Sierra Leone · Mohamed Kallon 77' | Stade de Kégué, Lomé |
|                         |                                                         |       |                                   |                      |

| 25 marca 2007 21:00 CET | Mali · Frédéric Kanouté 47' (k) | 1 - 1 | Benin · Mouritala Ogunbiyi 44' | Stade 26 mars, Bamako |
|                         |                                 |       |                                |                       |

| 3 czerwca 2007 17:00 CET | Benin | 0 - 0 | Mali | Stade de l’Amitié, Kotonu |
|                          |       |       |      |                           |

| 3 czerwca 2007 18:30 CET | Sierra Leone | 0 - 1 | Togo · Yao Junior Sènaya 78' | Stadion Narodowy, Freetown |
|                          |              |       |                              |                            |

| 17 czerwca 2007 12:00 CET | Benin · Razak Omotoyossi 44' 52' · Stéphane Sessègnon 47' · Mouritala Ogunbiyi 58' | 4 - 1 | Togo · Adékambi Olufadé 75' | Stade de l’Amitié, Kotonu |
|                           |                                                                                    |       |                             |                           |

| 17 czerwca 2007 21:00 CET | Mali · Djibril Sidibé 22' (k) · Seydou Keita 68' 87' · Boucader Diallo 72' 89' · Basala Toure 90' | 6 - 0 | Sierra Leone | Stade 26 mars, Bamako |
|                           |                                                                                                   |       |              |                       |

| 12 października 2007 17:30 CET | Sierra Leone | 0 - 2 | Benin · Oumar Tchomogo 9', 63' | Stadion Narodowy, Freetown · Sędzia: Jamel Ambaya ( Libia) |
|                                |              |       |                                |                                                            |

| 12 października 2007 17:30 CET | Togo | 0 - 2 | Mali · Frédéric Kanouté 41' · Mamady Sidibe 90' | Stade de Kégué, Lomé · Sędzia: Abdel Fatah Essam ( Egipt) |
|                                |      |       |                                                 |                                                           |